# Добыча хромовых руд на Кубе
Добыча хромовых руд и производство хромового концентрата являются одной из значимых отраслей экономики Кубы.

## История
Многочисленные месторождения хромовых руд (которые представляют собой металлургические и огнеупорные хромиты) находятся в восточной части страны и в основном сосредоточены на территории провинции Камагуэй.
Добыча хрома из месторождения к северо-востоку от города Камагуэй началась американцами во время второй мировой войны. В начале 1950х годов месторождения хромовых руд на Кубе в основном находились под контролем США, рассматривались как резервная сырьевая база США и вся добываемая на них руда вывозилась для переработки в США.
В 1953 году в стране было добыто 25,2 тыс. тонн хромовых руд, в 1955 году - 26 тыс. тонн.

### 1959—1991
После победы Кубинской революции в январе 1959 года США прекратили сотрудничество с правительством Ф. Кастро и стремились воспрепятствовать получению Кубой помощи из других источников. Власти США ввели санкции против Кубы.
После этого, во второй половине 1959 года был принят закон о контроле над полезными ископаемыми (который устанавливал 25 % налог на металлы и минералы, вывозимые компаниями США), а в августе - октябре 1960 года правительство Кубы национализировало находившееся на острове имущество США (в том числе, собственность горнодобывающих компаний США). 10 октября 1960 года правительство США установило полное эмбарго на поставки Кубе любых товаров (за исключением продуктов питания и медикаментов).
В ноябре 1960 года было заключено соглашение о проведении советскими специалистами геологоразведочных работ на Кубе. В дальнейшем, СССР начал оказывать помощь Кубе в развитии горнодобывающей, металлургической и других отраслей промышленности. 
В 1961 году в стране было добыто 9 тыс. тонн хромовых руд.
В 1967 году в стране было добыто 10,8 тыс. тонн хромовых руд.
12 июля 1972 года Куба вступила в Совет экономической взаимопомощи, с 1973 года она стала участвовать в работе Постоянной комиссии СЭВ по геологии. B соответствии c Комплексной программой дальнейшего углубления и совершенствования сотрудничества и развития социалистической экономической интеграции стран — членов СЭВ (CCCP, ЧССР, НРБ, BHP и ГДР) было подписано генеральное соглашение об усилении геологоразведочных работ на Kубе.

### После 1991
Распад СССР и последовавшее разрушение торгово-экономических и технических связей привело к ухудшению состояния экономики Кубы в период после 1991 года. Правительством Кубы был принят пакет антикризисных реформ, введён режим экономии.
В октябре 1992 года США ужесточили экономическую блокаду Кубы и ввели новые санкции (Cuban Democracy Act). 
В середине 1990х годов экономическое положение Кубы стабилизировалось.
12 марта 1996 года конгресс США принял закон Хелмса-Бёртона, предусматривающий дополнительные санкции против иностранных компаний, торгующих с Кубой. Судам, перевозящим продукцию из Кубы или на Кубу, было запрещено заходить в порты США.

## Современное состояние
Главным районом добычи является провинция Ольгин. Обогащение руды производится на комбинате в Моа, объёмы производства (в пересчёте на металл) составляют около 30 тыс. тонн хрома в год.